# Illustrierte Weltall-Bibliothek

2 Bände (1 und 10)

Die Illustrierte Weltall-Bibliothek (Untertitel: Fesselnde Erzählungen, Abenteuer u. Forschungsreisen aus allen Gebieten des Weltalls) war eine Buchreihe im Taschenbuch-Format. Die Reihe wurde in Deutschland im Verlag Friedrich Gutsch, Karlsruhe und Leipzig zwischen 1914 und 1928 verlegt. Bis 1921 lagen 24 Titel vor, der letzte erschien dann im Jahre 1928. Herausgeber war Georg Gellert im Auftrage der Dt. Ges. zur Verbreitung guter Schriften u. Bücher e. V. Die Einbandgestaltung ist durch ein farbiges Bild von Carlos Tips charakterisiert.

## Liste
| Nummer | Ausgabejahr | Titel                                                                  | Autor                                   | Bemerkungen                                                                    |
| ------ | ----------- | ---------------------------------------------------------------------- | --------------------------------------- | ------------------------------------------------------------------------------ |
| 1      | 1914        | Zwanzigtausend Jahre unter dem Eise                                    | Maurus Jokai (d. i. Mór Jókai)          | Phantastischer Roman (bearbeitet von W. Gellert) auch U.d.T. "Bis zum Nordpol" |
| 2      | 1914        | Der Platinraub                                                         | Robert Fürstenau                        | utopische Kriminalerzählung                                                    |
| 3      | 1914        | Durch Nacht zum Licht                                                  | August Hackmann                         | Wikinger-Roman                                                                 |
| 4      | 1914        | Ins Wunderreich der Neuen Welt                                         | Otto Sommerstorff                       | Erlebnisse im fernen Westen                                                    |
| 5      | 1914        | Die wiedergefundene Zeitmaschine                                       | Wilhelm Bastiné                         | utopische Erzählung (Nachdruck 2005)                                           |
| 6      | 1914        | Unter kurdischen Räubern                                               | Paul Rohrbach                           | Erzählung                                                                      |
| 7      | 1914        | Der Offizier des Grossen Kurfürsten                                    | Paul Wichert                            | Erzählung aus der Brandenburg-Preussischen Geschichte                          |
| 8      | 1914        | Die weisse Hand                                                        | Martha Riemschneider                    | Kriminalerzählung                                                              |
| 9      | 1916        | Arizona                                                                | Oswald Tölle                            | Erlebnisse eines Cowboys im wilden Westen Nordamerikas                         |
| 10     | 1917        | Der Kampf um die Weltmacht oder Der fliegende Mensch                   | August Hackmann                         | Friedens- und Kriegsfahrten an Bord des Sirius, Erzählung                      |
| 11     | 1917        | Aus der Klappergasse                                                   | Nanny Lambrecht                         | Erzählung                                                                      |
| 12     | 1919        | Der Wildfang                                                           | Adolf Schmitthenner                     | Erzählung                                                                      |
| 13     | 1917        | Die Empörung der Sklaven von Sankt Domingo                             | Victor Hugo                             | Erzählung (Übersetzung von Anton Ziegler)                                      |
| 14     | 1917        | Der Jaguar                                                             | Oswald Tölle                            | Erlebnisse eines Cowboys im wilden Westen Nordamerikas                         |
| 15     | 1917        | Der Schulmeister von Labiau                                            | Ernst Wichert                           | Historische Erzählung                                                          |
| 16     | 1919        | Durchs bunteste Asien                                                  | Georg Wegener                           | Reiseerlebnisse                                                                |
| 17     | 1917        | Der Schlangenkönig                                                     | Oswald Tölle                            | Erlebnisse eines Cowboys im wilden Westen Nordamerikas                         |
| 18     | 1920        | Durch den Weltenraum. Wanderungen und Erlebnisse eines Wassertropfens. | Hermann Gercke                          | Erzählung.                                                                     |
| 19     | 1920        | Des Postmeisters Tochter                                               | Oswald Tölle                            | Erlebnisse eines Cowboys im wilden Westen Nordamerikas                         |
| 20     | 1919        | Die wilde Jagd                                                         | Oswald Tölle                            | Erlebnisse eines Cowboys im wilden Westen Nordamerikas                         |
| 21     | 1921        | Abenteuer in Australiens Busch und Steppe                              | Stefan von Kotze                        | Reiseerzählungen.                                                              |
| 22     | 1921        | Das eiserne Zeitalter und andere Erzählungen                           | August Strindberg                       | Erzählungen von August Strindberg und Max Eyth                                 |
| 23     | 1921        | Der Roman eines Minnesängers                                           | Edward Stilgebauer                      | Erzählung.                                                                     |
| 24     | 1921        | Mit Feuer und Schwert                                                  | Prosper Mérimée                         | Chronik der Zeit der Bartholomäusnacht (Übersetzung von Anton Ziegler)         |
| 25     | 1928        | Das Erwachen                                                           | Josephine H. Nebinger (d. i. J. Haardt) | Roman                                                                          |